# Bernardino Caldaioli
Bernardino Caldaioli (Castel del Piano, 6 dicembre 1847 – Grosseto, 27 febbraio 1907) è stato un vescovo cattolico italiano.

## Biografia
Nato a Castel del Piano sul Monte Amiata il 6 dicembre 1847, studiò in gioventù prima presso il seminario vescovile di Montalcino, poi presso il seminario interdiocesano di Siena e in seguito al collegio Capranica di Roma. Ordinato sacerdote nel 1870, fu chiamato a Pienza dallo zio materno, monsignor Luigi Imberciadori. Successivamente si laureò alla Pontificia Università Gregoriana in teologia e filosofia. Il 26 ottobre 1875 il vescovo di Pienza lo nominò canonico della cattedrale e, l'anno successivo, rettore del seminario vescovile.
Il 9 agosto 1883 papa Leone XIII lo nominò vescovo titolare di Magido e coadiutore della diocesi di Grosseto, assistendo il vescovo Giovanni Battista Bagalà Blasini. Ricevette la consacrazione episcopale il 19 agosto a Roma, nella chiesa di San Marcello al Corso, per l'imposizione delle mani del cardinale Lucido Maria Parocchi.
Il 2 marzo 1884, all'età di trentasei anni, succedette a Bagalà Blasini come vescovo di Grosseto. Utilizzò il lascito Mensini di 30 000 scudi per la costruzione del seminario vescovile a Grosseto facendo costruire un edificio in via Mazzini e inaugurandolo il 21 aprile 1898, anche se alla sua morte il seminario fu trasferito e l'edificio adibito a liceo classico.
Morì a Grosseto il 27 febbraio 1907, all'età di cinquantanove anni, in seguito ad una malattia; gli succedette Ulisse Carlo Bascherini. Il suo corpo fu sepolto a Pienza.

## Genealogia episcopale
La genealogia episcopale è:
- Cardinale Scipione Rebiba
- Cardinale Giulio Antonio Santori
- Cardinale Girolamo Bernerio, O.P.
- Arcivescovo Galeazzo Sanvitale
- Cardinale Ludovico Ludovisi
- Cardinale Luigi Caetani
- Cardinale Ulderico Carpegna
- Cardinale Paluzzo Paluzzi Altieri degli Albertoni
- Papa Benedetto XIII
- Papa Benedetto XIV
- Papa Clemente XIII
- Cardinale Marcantonio Colonna
- Cardinale Giacinto Sigismondo Gerdil, B.
- Cardinale Giulio Maria della Somaglia
- Cardinale Carlo Odescalchi, S.I.
- Cardinale Costantino Patrizi Naro
- Cardinale Lucido Maria Parocchi
- Vescovo Bernardino Caldaioli